# Сенне Линен
Сенне Линен (нід. Senne Lynen, нар. 19 лютого 1999, Борсбеек, Бельгія) — бельгійський футболіст, півзахисник німецького клубу «Вердер».

## Ігрова кар'єра

### Клубна
Сенне Линен займався футболом у ряді юнацьких академій бельгійських клубів. У 2015 році він приєднався до академії клубу «Брюгге». Але в першій команді Линен не провів жодного матчу.,а у 2018 році був відправлений в оренду у клуб нідерландського Еерстедивізі «Телстар» до кінця сезону. Після чого, влітку 2018 року футболіст підписав з нідерландським клубом повноцінний контракт на два роки.
Після завершення контракту, у 2020 році як вільний агент Линен повернувся до Бельгії, де приєднався до клубу «Юніон Сент-Жилуаз», з яким за результатами першого ж сезону вийшов до елітного дивізіону чемпіонату Бельгії. Двічі у складі «Юніона» Линен ставав призером бельгійського чемпіонату.
Перед сезоном 2023/24 Линен перейшов до клубу німецької Бундесліги «Вердер» з Бремена. Першу гру у новій команді футболіст провів 18 серпня в рамках Бундесліги проти мюнхенської «Баварії».

### Збірна
Протягом 2014-2018 років Сенне Линен захищав кольори юнацьких збірних Бельгії.